# Benno Ziegler (Sänger)
Benno Ziegler (* 8. Januar 1887 in München; † 18. April 1963 ebenda) war ein deutscher Opernsänger (Bariton).

## Leben
Der Sohn des Opernsängers Wilhelm Ziegler (1857–1931) studierte an der Münchener Akademie für Tonkunst, einer seiner Lehrer war dort der Kammersänger Paul Bender. Sein Debüt hatte er 1909 als Silvio in Pagliacci am Theater Augsburg. Weitere Engagements führten ihn an das Stadttheater von Dortmund (1911–1913), die Hofopern von Stuttgart (1913–1916) und Karlsruhe (1916–1920) und an die Berliner Staatsoper (1920–1925).
1918 heiratete er in Karlsruhe Maria Schanze (* 1888 Kray), die bereits 1920 im Alter von 32 Jahren verstarb. Mit ihr hatte er einen Sohn, Wolfgang (* 1919). 1923 lernte er auf einer Gastspielreise in den USA die Sopranistin Else Gentner-Fischer kennen, die er in zweiter Ehe heiratete. Er folgte ihr 1925 als lyrischer und Spielbariton an die Frankfurter Oper. Mit Else Gentner-Fischer trat er dort am 1. Februar 1930 in der Rolle des Ehegatten in der Uraufführung von Arnold Schönbergs Von heute auf morgen in der Regie von Herbert Graf unter dem Dirigat von William Steinberg auf. Ziegler wurde 1933 nach der Machtübergabe an die Nationalsozialisten aus antisemitischen Gründen von der Städtischen Bühne entlassen. Auch Else Zieglers Engagement in Frankfurt wurde wegen ihrer Ehe mit einem Nichtarier 1935 beendet, so dass sie zuletzt ganz zurückgezogen in Prien am Chiemsee lebte und dort 1943 verstarb. Ziegler brachte sich 1939 nach Großbritannien in Sicherheit, wo er sich als Hutmacher und Schlosser durchschlagen musste.
Benno Ziegler besaß ein Grundstück in Karlsruhe, das bis zur Arisierung sein Bruder Edmund (1879–1943) verwaltet hatte. Edmund wurde 1940 nach Gurs deportiert und 1943 im KZ Majdanek umgebracht. Der Neffe Paul-Alexander (* 1922) konnte 1938 mit einem Kindertransport nach England gerettet werden.
Nach dem Krieg kehrte Ziegler 1947 nach Deutschland zurück und lebte in Prien und zuletzt in einem jüdischen Altersheim in München.

## Tondokumente
In seiner Berliner Zeit von 1920 bis 1925 machte Ziegler für das Label Odeon Schallplattenaufnahmen: Arien aus Opern, Duette mit Vera Schwarz und Richard Tauber sowie einige populäre Lieder; insgesamt existieren 33 Titel. Eine Rundfunkaufnahme der Oper Gianni Schicchi unter Hans Rosbaud  (Südwestdeutsche Rundfunkdienst AG, Frankfurt 1931) mit Ziegler als „Arzt“ und „Notar“ gilt als verschollen.